# Leïla Slimani
Leïla Slimani (sinh ngày 3 tháng 10 năm 1981) là một nhà văn và nhà báo Pháp-Ma-rốc. Năm 2016, cô được trao giải Goncourt cho cuốn tiểu thuyết Chanson douce của cô.

## Tác phẩm

### Chansons douce
Chansons douce ("bài hát ngọt ngào") là câu chuyện về một vụ giết hai đứa trẻ bởi người vú của chúng, lấy cảm hứng từ vụ giết 2 đứa bé Lucia và Leo Krim là 2 anh em ở Manhattan vào năm 2012. Cuốn tiểu thuyết bắt đầu với hậu quả ngay lập tức của vụ giết người và sau đó kể lại câu chuyện bối cảnh của cha mẹ chúng, một cặp vợ chồng cấp tiến giới trung lưu Paris, và vú em của họ, người đang gặp khó khăn về kinh tế và tâm lý. Slimani đặt tên cho người vú em Louise theo tên Louise Woodward, một người Anh làm Au Pair ở Mỹ bị kết án ngộ sát một đứa trẻ được cô chăm sóc. Cuốn tiểu thuyết đã được các nhà phê bình Pháp đón nhận và nhanh chóng trở thành một cuốn sách bán chạy nhất với hơn 76.000 bản in trong vòng ba tháng ngay cả trước khi cuốn sách được trao giải Goncourt vào năm 2016. Sau đó nó trở thành cuốn sách được đọc nhiều nhất ở Pháp trong năm đó với hơn 450.000 bản in và đến cuối năm 2017 khoảng 600.000 bản đã được bán ở Pháp. Nó đã được dịch sang 18 thứ tiếng, và đang dịch thêm sang 7 thứ tiếng nữa; bản dịch tiếng Anh của cuốn tiểu thuyết của cô đã được xuất bản vào năm 2018 với tựa là "The Perfect Nanny (Nanny hoàn hảo) ở Mỹ và là Lullaby (bài hát ru con) ở Anh.